# Бондаренко, Евгений Павлович
Евгений Павлович Бондаренко (1922, город Ахтырка Сумской области — ?) — украинский советский партийный деятель, первый секретарь Харьковского райкома КПУ. Депутат Верховного Совета УССР 9-10-го созывов.

## Биография
С 1941 года служил в Советской армии: командир отделения ручного пулемета 23-й гвардейской стрелковой дивизии. Участник Великой Отечественной войны.
Член ВКП(б) с 1947 года.
В 1950 году окончил Харьковский институт механизации сельского хозяйства.
В 1950—1953 годах — инженер Харьковского областного управления сельского хозяйства.
В 1953—1961 годах — директор Коробчанской машинно-тракторной станции (МТС) Харьковской области, директор Харьковского ремонтно-технической станции.
В 1961 — декабре 1962 года — председатель исполнительного комитета Харьковского районного Совета депутатов трудящихся.
В 1963—1964 годах — управляющий Дергачёвского районного объединения «Сельхозтехника» Харьковской области.
В 1964—1966 годах — председатель исполнительного комитета Харьковского районного Совета депутатов трудящихся Харьковской области.
В 1966—1968 годах — первый секретарь Дергачёвского районного комитета КПУ.
В 1968 — 22 июня 1987 — первый секретарь Харьковского районного комитета КПУ.
С июня 1987 года — на пенсии.
Делегат 24, 25 и 26-го съездов КПСС (1971, 1976, 1981).

## Награды
- орден Ленина (25.12.1976)
- орден Октябрьской Революции (08.04.1971)
- орден Отечественной войны I-й степени (1985)
- орден Красной Звезды (14.02.1944)
- орден Трудового Красного Знамени (26.02.1958, 08.12.1973)
- орден Знак Почёта (22.03.1966)
- медали